# Венцислав Василев (гражданин)
Вижте пояснителната страница за други личности с името Венцислав Василев.
Венцислав Василев, на 53-години, се самозапалва на 26 февруари 2013 г. пред сградата на Община Раднево. Не е известно Василев да е издигал политически лозунги. Той, както и съпругата му са били трайно безработни.  Според сина на Василев, баща му е предприел тази стъпка след като е бил заплашен от съдия-изпълнител със затвор. Според другия син на самозапалилия се, баща му е извършил това за да се обърне внимание на безработното му семейство. Венцислав Василев умира от раните си на 10 март 2013 г.
Осем членната фамилия на семейство Василеви живее в общинско жилище с изгнил под и мухъл по стените, издържайки се само с детските надбавки за двете внучета.